# Otmar Schär

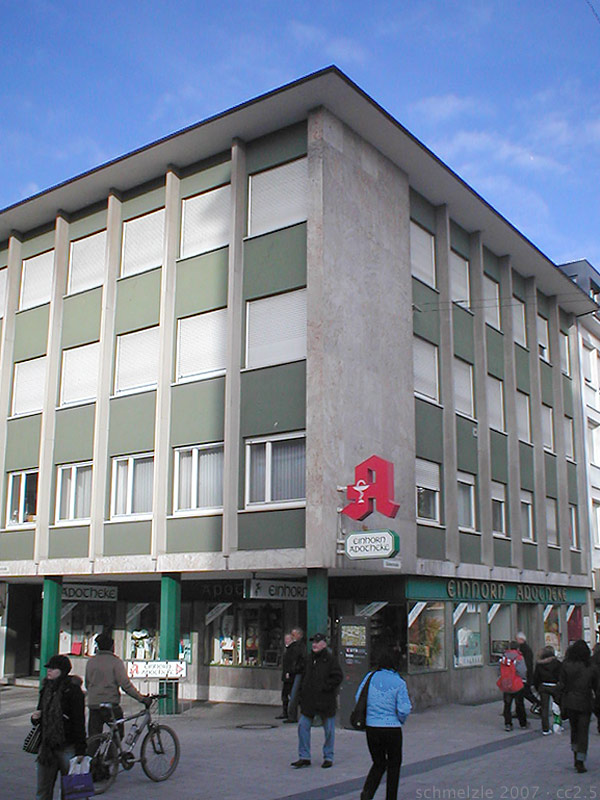
Einhorn-Apotheke (1954)

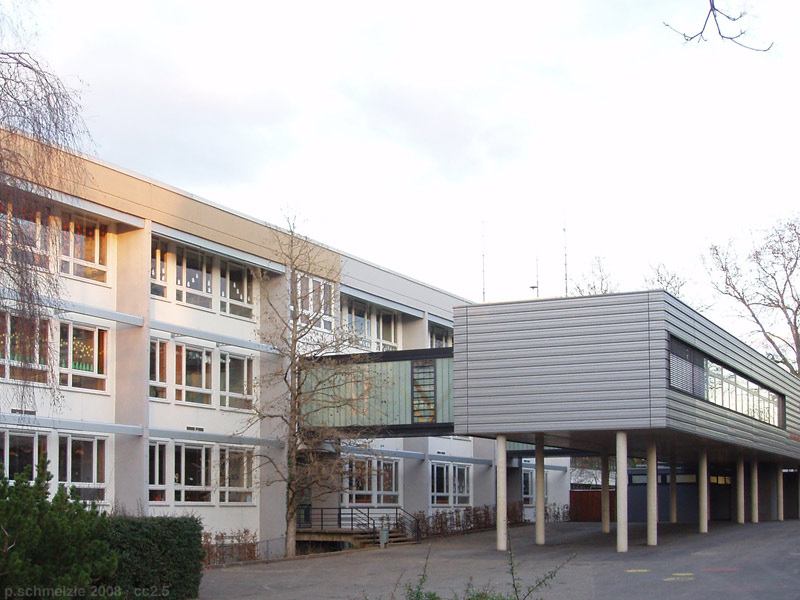
Gerhart-Hauptmann-Schule in Heilbronn (1966)

Otmar Schär, auch Ottmar Schär, (* 17. November 1920 in Jetřichov; † 20. Januar 1977 in Heilbronn) war ein deutscher Architekt, der in Heilbronn und Nordheim wirkte. Er gilt als Architekt der Wiederaufbauzeit.

## Biografie
Schär, der gebürtig aus dem Sudetenland stammte, kämpfte während des Zweiten Weltkriegs in der deutschen Luftwaffe, wobei er im Einsatz über Frankreich ein Bein verlor. Daher wurde er in das Standortlazarett Heilbronn eingewiesen. Er absolvierte noch während des Kriegs ein Studium der Architektur an der Technischen Hochschule Stuttgart und an der Technischen Hochschule Prag. Nach Kriegsende wurde er kurzzeitig interniert, kehrte dann aber nach Heilbronn zurück. 1948 eröffnete er dort ein Architekturbüro. Er wirkte bis 1970 als Architekt in Heilbronn.

## Bauten und Entwürfe
- Eckhaus Kieselmarkt / Falkenstraße (1953)[3]
- Gebäude Allee 59 (1954)[4]
- Einhorn-Apotheke (1954)[5]
- Haus Lohtorstraße 31 (1954)[6]
- Gebäude Gemminger Gasse 9 (1954)[6]
- Turn- und Festhalle in Nordheim (1955)[7][8]
- achtgeschossiges Geschäftshaus Fleiner Tor 1 (1964)
- Gerhart-Hauptmann-Schule (1966)
- Büro- und Geschäftshaus am Barbarino-Eck (1969)[9]